# Shatha Abdul Razzak Abbousi
Shatha Abdul Razzak Abbousi är en irakisk kvinnorättskämpe, lärare och politiker.
Abbousi arbetade som lärare i biologi och islamiska studier, något som väckte kontrovers under tiden då Saddam Hussein var ledare i Irak. Då hon vägrade gå med i Baathpartiet blev hon förbjuden att undervisa. Efter kriget 2003 blev Abbousi engagerad i politiska frågor och kvinnors rättigheter och valdes in i det irakiska representanthuset för Iraqi Islamic Party.
Abbousi kom att arbeta i kommittén för mänskliga rättigheter och 2007 tilldelades hon International Women of Courage Award.
2018 var Abbousi fortfarande en del av det irakiska parlamentet och samarbetade med EU i samtal om mänskliga rättigheter.